# Alekszandr Alekszandrovics Bogdanov
Alekszandr Alekszandrovics Bogdanov (oroszul: Александр Александрович Богданов; eredeti családneve: Malinovszkij, Sokółka, 1873. augusztus 22. – Moszkva, 1928. április 7.), belarusz orvos, közgazdász, filozófus, politikus, természettudós.
Az orosz szociáldemokrata, majd a bolsevik párt tagja, a KB egyik vezetője. 1911-ben szakított a politikával és a tudományoknak szentelte magát. 1918-tól a Proletkult egyik ideológusa volt. 1926-tól a világon első Vérátömlesztési Intézetet hozta létre és vezette. Egy önmagán végzett kísérletbe halt bele.

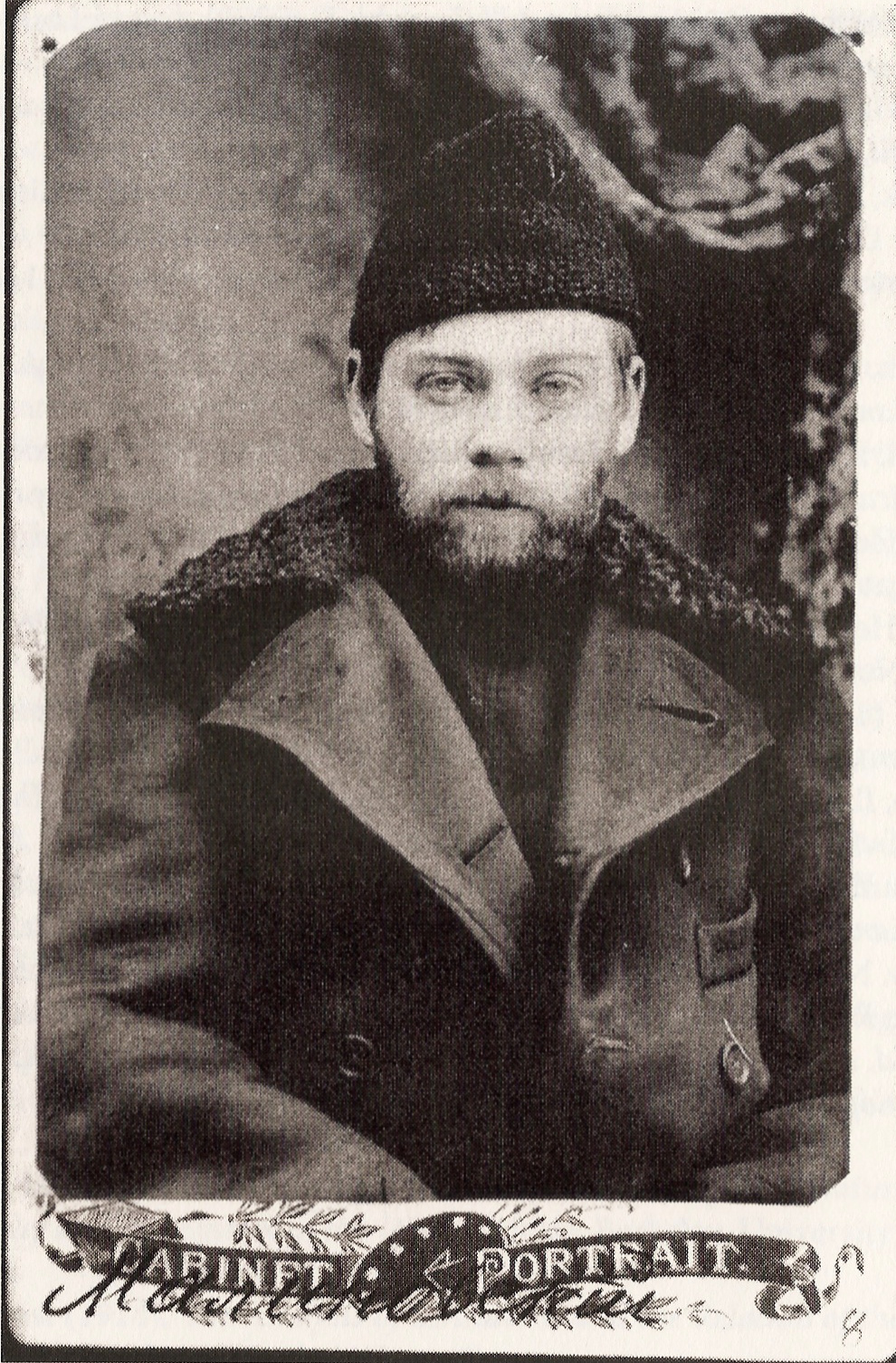